# Konec sveta
Konec sveta (Конец света) è un film del 1962 diretto da Boris Alekseevič Buneev.